# 受難 (2013年の映画)
『受難』（じゅなん）は、姫野カオルコの同名小説の映画化作品。2013年12月7日に公開された岩佐真悠子主演の日本映画。R15+指定作品。

## 概要
性をテーマにしたファンタジー作品である。男性と付き合ったことがない女性の股間に、おじさんの顔をした人面瘡(じんめんそう)ができてしまう。女性と人面瘡のやりとりがコミカルに描かれる。

## あらすじ
寂しい人生を送ってきたクリスチャンのフランチェス子は誕生日にささやかな幸せを願うが、たて続けに災難に遭い散々な日となってしまう。「幸せを願った私に罰をお与え下さい」とフランチェス子が教会で懺悔すると、突然彼女を罵倒する声が聞こえ、続けて「天の声じゃない、お前の股間を見ろ！」と言われる。フランチェス子が確かめると股間にヒゲ面人面瘡の『古賀』ができており、その後彼女は引っ越した家で奇妙な“同居”生活を始めることに。
恋愛未経験のフランチェス子は、元モデル仲間の男性・CUSに密かに好意を寄せていたが上手く気持ちを伝えられないでいた。しかし後日、CUSが元仕事仲間のいずみと付き合い始めたことを知ったフランチェス子は、彼が自主制作したCDを聞いて心を落ち着かせる。その後フランチェス子は寝室を模様替えして、空いた時間を様々なカップルのための逢引の場所として1日のうち数時間部屋を貸し出す仕事を始める。
後日フランチェス子は、いずみから「結婚を考えているがCUSが体の関係を持ってくれない」との相談を受け、2人のため翌日部屋を貸すことに。しかしその夜、寝室で眠っていたフランチェス子のもとに、酒に酔ったCUSが予約日を間違えて侵入して来る。その時古賀が「フランチェス子の処女喪失のチャンス」と余計な世話を焼いて彼女をベッドに縛り付け、いずみと誤解したCUSとフランチェス子が体を重ねてしまう。数日後、いずみと玄関のドア越しに会話したフランチェス子は、先日の行為は“CUSがいずみとしたこと”として彼に誤解させたままの方が丸く収まると助言する。
いずみが帰った後古賀はフランチェス子に「CUSが好きなら本当のことを言うべきだ」と責めるが、彼女は「2人の役に立てたからそれでいい」と自身を納得させる。後日CUSといずみの結婚が決まりフランチェス子は、それぞれに祝福の言葉をかけてCUSへの恋心にピリオドを打つ。その後フランチェス子の体から古賀が消えてしまうが、彼女はこの数日間不思議な体験をさせてくれた彼に感謝する。

## キャスト
フランチェス子
演 - 岩佐真悠子
クリスチャンの女性。冒頭でモデルの仕事を辞めた後、バイト生活を送る。基本的にコンプレックスの塊でネガティブ思考だが、マイペースな性格で古賀の悪口にめげずに日常を淡々と過ごす。信仰心が厚く奉仕の精神がありいつも周りの人の役に立ちたいと思っている。キレイ好きで家を掃除したり自ら進んで近所のゴミ拾いを行っている。『やつらの足音のバラード』の歌が好きで時々歌唱している。ちなみに詳細は不明だが古賀が現れた後自身の右手に不思議な力が宿り、異性に触れると相手の股間に何らかの衝撃を与えるようになる。
古賀
演 - 古舘寛治
突然フランチェス子の股間にできた人面瘡。ヒゲ面で強面なおじさんの顔をしている。古賀という名前は、フランチェス子が名付けた。とにかく口が悪く下品な言葉を用いて、日常的にフランチェス子に対して辛辣にダメ出しをする。これまでに何人もの女性の体に巣食っては彼女たちの生活を垣間見てきたとのこと。「シシシッ」というクセのある笑い方が特徴。話すだけでなく物を食べることもでき、好物はきゅうり。
まる
演 - 淵上泰史
男性モデル。モデルをするのんこと付き合っている。のんこのことを愛するあまり疑り深い性格で衝動的な言動をすることがある。フランチェス子にのんこの浮気調査を依頼するなどしている。
CUS（くす）
演 - 淵上泰史（一人二役）
まるの双子の兄弟。冒頭でモデルの仕事を辞め、趣味を活かして音楽や映像などの仕事を始める。フランチェス子から好意を寄せられている。趣味はデジタルビデオカメラを使って撮影することとオリジナルの音楽CDを自主制作すること。穏やかでシャイな性格で話す声も小さめ。
いずみ
演 - 伊藤久美子(1982年生まれの女優)
フランチェス子の女性モデル仲間。ほどなくしてCUSの恋人となる。姉に誘われて現在の仕事を始めたが、自身はそれほどモデルの仕事に興味はないとのこと。CUSと結婚したいと思っているが彼がなかなか体の関係になってくれないことを悩む。
のんこ
まるの恋人。女性モデルでフランチェス子とも親しい。髪型は茶髪のショートヘア。フランチェス子に頼んで、まると愛し合うためのひと時彼女に部屋を借りる。
その他
演 - 奥浜レイラ、内田亜希子、青柳文子

## スタッフ
- 監督・脚本 - 吉田良子
- 音楽 - 大友良英
- 原作 - 姫野カオルコ「受難」(文春文庫刊)
- 撮影 - 芦澤明子
- 美術 - 平井淳郎
- 録音 - 伊藤裕規
- 照明 - 御木茂則
- VFXスーパーバイザー - オダイッセイ
- 編集 - 平田竜馬
- 助監督 - 林啓史
- 製作者 - 重村博文 、 小西啓介 、 宮路敬久
- プロデューサー - 山口幸彦 、 小林智浩 、 宮崎大